# 朝日新闻出版
朝日新闻出版股份有限公司（日语： / 英語：）是日本的出版社，属于朝日新闻社的全资子公司。

## 公司概要
朝日新闻出版最早的前身为朝日有声杂志股份有限公司（朝日Sonorama）。朝日有声杂志在2007年9月末结束营业并解散后，其相关事业、出版物、商标及债务等权益由朝日新闻社继承；朝日新闻社在2002年8月31日成立朝日新闻社出版局来负责这部分事务。2008年4月1日，朝日新闻社出版局从朝日新闻社中分拆另组了朝日新闻出版。朝日新闻出版总部和朝日新闻东京本社同在东京都中央区筑地五丁目3番2号朝日新闻东京本社大厦。朝日新闻出版没有采用与朝日新闻社徽章或标志相似的商标，而是使用了罗马字母作为公司徽标的一部分。
需要注意的是，朝日新闻出版与1962年成立的朝日出版社毫无关系。
目前，除了朝日新闻出版股份有限公司之外，日本已经从各大主要报社分拆、独立出来的出版社还有日本经济新闻出版社股份有限公司（现已合并至日经BP出版社）、每日新闻出版股份有限公司、产经新闻出版股份有限公司等。

## 主要出版物
原本由朝日新闻社出版的书籍期刊中，除了《朝日新闻》、《朝日新闻缩印版》和《论座》（已于2008年9月1日发行10月号后休刊）之外，其他出版物的编辑、销售业务均由朝日新闻出版继承。不过，缩印版出版物仅交由朝日新闻出版负责销售，其他权利保留在朝日新闻社手里。
朝日新闻出版由于是朝日新闻社旗下子公司，因此其出版物除了在日本各个书店有售之外，还可以在朝日新闻专卖宅配店“ASA”购买、订购。

### 期刊杂志
| 期刊杂志名                                                     | 状态     | 备注                                                                               |
| -------------------------------------------------------------- | -------- | ---------------------------------------------------------------------------------- |
| 周刊朝日                                                       | 出版中   |                                                                                    |
| AERA                                                           | 出版中   |                                                                                    |
| juniorAERA                                                     | 出版中   |                                                                                    |
|                                                                | 出版中   |                                                                                    |
|                                                                | 出版中   |                                                                                    |
| 周刊分册Series                                                 | 出版中   |                                                                                    |
| 意大利式西部片杰出作品DVD珍藏系列                              | 出版中   |                                                                                    |
| 横沟正史与金田一耕助DVD珍藏系列                                | 出版中   |                                                                                    |
| 小说Tripper                                                    | 出版中   |                                                                                    |
| 朝日摄影                                                       | 出版中   |                                                                                    |
| 大家的汉字                                                     | 出版中   |                                                                                    |
| 朝日新闻缩印版                                                 | 出版中   | 发行方仍为朝日新闻社。                                                             |
|                                                                | 出版中   | 原由妇人出版社出版发行，后转至角川SS传播，最后转至朝日新闻出版。                   |
|                                                                | 出版中   |                                                                                    |
| Nemuki+                                                        | 出版中   |                                                                                    |
| 民力                                                           | 结束发行 |                                                                                    |
| 朝日医疗                                                       | 结束发行 |                                                                                    |
| 汽车日本                                                       | 休刊     | 2015年休刊。                                                                       |
| 周刊漫画日本史                                                 | 结束发行 |                                                                                    |
| 男人藏身所                                                     | 结束发行 |                                                                                    |
| 旅行与铁路                                                     | 结束发行 | 原由铁路期刊出版发行，休刊后交由朝日新闻出版复刊。2017年移交给山与溪谷社出版发行。 |
| 以下刊物由From One发行，但由朝日新闻出版销售。                 |          |                                                                                    |
| J联赛球王                                                      | 出版中   |                                                                                    |
| 浦和红钻Magazine                                               | 出版中   | 2020年2月号之前由Aspect销售。                                                      |
| 世界球王                                                       | 出版中   |                                                                                    |
| 武士球王                                                       | 出版中   | 月刊时代由讲谈社发行，转为不定期期刊后由From One发行。                             |
| 足球游戏王                                                     | 出版中   |                                                                                    |
| 以下刊物原由朝日有声杂志发行，结业后转由朝日新闻出版继承发行。 |          |                                                                                    |
| Nemuki                                                         | 结束发行 |                                                                                    |
| 梦幻馆                                                         | 休刊     | 以《恐怖与幻想俱乐部》的名义改版为网络杂志。                                       |
| 真实恐怖故事                                                   | 结束发行 |                                                                                    |

### 书籍文库
| - 朝日选书 - 朝日新书 - 朝日文库 - 朝日小说 - 有声小说文库 - 朝日文艺文库 - 朝日飞机文库 - 有声小说 - 有声小说漫画文库（用于出版旧刊新版及其系列） - 朝日漫画文库（用于出版新刊） | - 朝日漫画 - 朝日漫画Nemuki系列 - 朝日漫画HONKOWA系列 - HONKOWA漫画 - 朝日少儿百科年鉴 - 朝日关键词 - FC东京官方粉丝书 - J联赛官方书籍 - J联赛年鉴 - J联赛官方粉丝指南 |